# Quararibea aristeguietae
Quararibea aristeguietae är en malvaväxtart som beskrevs av José Cuatrecasas. Quararibea aristeguietae ingår i släktet Quararibea och familjen malvaväxter. Inga underarter finns listade i Catalogue of Life.